# Mesembryanthemum
Mesembryanthemum is een geslacht uit de ijskruidfamilie (Aizoaceae). De soorten komen voor van het Middellandse Zeegebied tot in Iran, van de Sahara tot op het Arabisch Schiereiland en van Angola tot in Zuid-Afrika.

## Soorten
- Mesembryanthemum aitonis Jacq.
- Mesembryanthemum amabile (Gerbaulet & Struck) Klak
- Mesembryanthemum amplectens L.Bolus
- Mesembryanthemum archeri (L.Bolus) Klak
- Mesembryanthemum articulatum Thunb.
- Mesembryanthemum barklyi N.E.Br.
- Mesembryanthemum baylissii (L.Bolus) Klak
- Mesembryanthemum bicorne Sond.
- Mesembryanthemum brevicarpum (L.Bolus) Klak
- Mesembryanthemum bulletrapense Klak
- Mesembryanthemum canaliculatum Haw.
- Mesembryanthemum caudatum L.Bolus
- Mesembryanthemum chrysophthalmum (Gerbaulet & Struck) Klak
- Mesembryanthemum clandestinum Haw.
- Mesembryanthemum corallinum Thunb.
- Mesembryanthemum cordifolium L.f.
- Mesembryanthemum coriarium Burch. ex N.E.Br.
- Mesembryanthemum crassicaule Haw.
- Mesembryanthemum cryptanthum Hook.f.
- Mesembryanthemum crystallinum L. - IJskruid
- Mesembryanthemum deciduum (L.Bolus) Klak
- Mesembryanthemum decurvatum (L.Bolus) Klak
- Mesembryanthemum delum L.Bolus
- Mesembryanthemum digitatum Aiton
- Mesembryanthemum dimorphum Welw. ex Oliv.
- Mesembryanthemum dinteri Engl.
- Mesembryanthemum emarcidum Thunb.
- Mesembryanthemum englishiae L.Bolus
- Mesembryanthemum eurystigmatum Gerbaulet
- Mesembryanthemum exalatum (Gerbaulet) Klak
- Mesembryanthemum excavatum L.Bolus
- Mesembryanthemum expansum L.
- Mesembryanthemum fastigiatum Thunb.
- Mesembryanthemum flavidum Klak
- Mesembryanthemum gariepense (Gerbaulet & Struck) Klak
- Mesembryanthemum gariusanum Dinter
- Mesembryanthemum geniculiflorum L.
- Mesembryanthemum gessertianum Dinter & A.Berger
- Mesembryanthemum glareicola (Klak) Klak
- Mesembryanthemum granulicaule Haw.
- Mesembryanthemum grossum Aiton
- Mesembryanthemum guerichianum Pax
- Mesembryanthemum haeckelianum A.Berger
- Mesembryanthemum holense Klak
- Mesembryanthemum hypertrophicum Dinter
- Mesembryanthemum inachabense Engl.
- Mesembryanthemum junceum Haw.
- Mesembryanthemum juttae Dinter & A.Berger
- Mesembryanthemum knolfonteinense Klak
- Mesembryanthemum kuntzei Schinz
- Mesembryanthemum ladismithiense Klak
- Mesembryanthemum lancifolium (L.Bolus) Klak
- Mesembryanthemum latipetalum (L.Bolus) Klak
- Mesembryanthemum leptarthron A.Berger
- Mesembryanthemum lignescens (L.Bolus) Klak
- Mesembryanthemum ligneum (L.Bolus) Klak
- Mesembryanthemum lilliputanum Klak
- Mesembryanthemum longipapillosum Dinter
- Mesembryanthemum longistylum DC.
- Mesembryanthemum marlothii Pax
- Mesembryanthemum namibense Marloth
- Mesembryanthemum napierense Klak
- Mesembryanthemum neglectum (S.M.Pierce & Gerbaulet) Klak
- Mesembryanthemum neofoliosum Klak
- Mesembryanthemum nitidum Haw.
- Mesembryanthemum noctiflorum L.
- Mesembryanthemum nodiflorum L.
- Mesembryanthemum nucifer (Ihlenf. & Bittrich) Klak
- Mesembryanthemum occidentale Klak
- Mesembryanthemum oculatum N.E.Br.
- Mesembryanthemum oubergense (L.Bolus) Klak
- Mesembryanthemum pallens Aiton
- Mesembryanthemum parviflorum Jacq.
- Mesembryanthemum paulum (N.E.Br.) L.Bolus
- Mesembryanthemum pellitum Friedrich
- Mesembryanthemum prasinum (L.Bolus) Klak
- Mesembryanthemum pseudoschlichtianum (S.M.Pierce & Gerbaulet) Klak
- Mesembryanthemum quartziticola Klak
- Mesembryanthemum rabiei (L.Bolus) Klak
- Mesembryanthemum rapaceum Jacq.
- Mesembryanthemum resurgens Kensit
- Mesembryanthemum rhizophorum Klak
- Mesembryanthemum salicornioides Pax
- Mesembryanthemum schenckii Schinz
- Mesembryanthemum schlichtianum Sond.
- Mesembryanthemum serotinum (L.Bolus) Klak
- Mesembryanthemum sinuosum L.Bolus
- Mesembryanthemum sladenianum L.Bolus
- Mesembryanthemum spinuliferum Haw.
- Mesembryanthemum splendens L.
- Mesembryanthemum springbokense Klak
- Mesembryanthemum stenandrum (L.Bolus) L.Bolus
- Mesembryanthemum subnodosum A.Berger
- Mesembryanthemum subtruncatum L.Bolus
- Mesembryanthemum suffruticosum (L.Bolus) Klak
- Mesembryanthemum tenuiflorum Jacq.
- Mesembryanthemum tetragonum  Thunb.
- Mesembryanthemum theurkauffii (Maire) Maire
- Mesembryanthemum tomentosum Klak
- Mesembryanthemum tortuosum L.
- Mesembryanthemum trichotomum Thunb.
- Mesembryanthemum vaginatum Lam.
- Mesembryanthemum vanheerdei (L.Bolus) Klak
- Mesembryanthemum vanrensburgii (L.Bolus) Klak
- Mesembryanthemum varians Haw.
- Mesembryanthemum viridiflorum Aiton

... · 
Antimima · 
Argyroderma · 
Carpobrotus · 
Disphyma · 
Dorotheanthus · 
Gibbaeum · 
Lapidaria · 
Lithops · 
Mesembryanthemum · 
Sceletium · 
Tetragonia · 
...